# Vladimir Medinskij
Vladimir Rostislavovič Medinskij (rusky Владимир Ростиславович Мединский, * 18. července 1970 Smila, Ukrajinská SSR) je ruský spisovatel a politik za stranu Jednotné Rusko. V letech 2012–2020 byl ruským ministrem kultury.

## Život
Narodil se v roce 1970 ve Smile v Čerkaské oblasti v tehdejší Ukrajinské sovětské socialistické republice. V letech 1987–1992 studoval žurnalistiku na Státním institutu mezinárodních vztahů v Moskvě. V letech 1991–1992 pracoval na sovětské a následně ruské ambasádě ve Washingtonu.
Z diplomacie se pak přesunul do politiky a v roce 2000 se stal poradcem tehdejšího místopředsedy Dumy Georgije Boose. Od roku 2002 zastával významné funkce ve straně Jednotné Rusko; kromě jiného byl jejím ideologem. Ve volbách v roce 2003 a v roce 2007 byl zvolen poslancem Dumy.
V roce 2009 se stal členem Prezidentské komise Ruské federace proti pokusům o falšování dějin na úkor ruských zájmů. Ve svých autorských dílech, mj. vícesvazkových Mýtech o Rusku, se snaží o vyvrácení údajných mýtů o dějinách Ruska. Jeho výklad ruské historie je někdy vnímán kontroverzně a označován za propagandistický.
Od 21. května 2012 byl ruským ministrem kultury, v roce 2018 byl do funkce jmenován podruhé, ministrem byl pak do 15. ledna 2020; v této funkci kromě jiného aktivně ovlivňoval přístup ruského státu k národní kinematografii. V roce 2018 se zasadil o zákaz uvedení britsko-francouzského filmu Ztratili jsme Stalina do kin dva dny před jeho plánovanou ruskou premiérou. Po roce 2019 veřejně vystupoval ve sporu o odstranění pražské sochy maršála Koněva. Po skončení své ministerské funkce byl jmenován poradcem prezidenta Vladimira Putina.
Během ruské invaze na Ukrajinu v roce 2022 byl koncem února Medinskij vůdcem ruské delegace při vyjednávání s ukrajinskou delegací v běloruském Homelu. Je také zodpovědný za novou podobu učebnic dějepisu, které byly roku 2023 revidovány na základě státní ideologie a na podporu války proti Ukrajině a obsahují nepravdivá a zkreslená tvrzení mj. i o zmíněném Koněvově pomníku.